# Aromatase-Exzess-Syndrom
Das Aromatase-Exzess-Syndrom ist eine sehr seltene angeborene Erkrankung mit dem Hauptmerkmal eines Hyperöstrogenismus und dadurch verursachter vorzeitiger Pubertätsentwicklung (Pubertas praecox).
Synonyme sind: AEXS; Hyperöstrogenismus, familiärer; Präpubertäre Gynäkomastie, hereditäre

## Verbreitung
Die Häufigkeit wird mit unter 1 zu 1.000.000 angegeben, bislang wurde über etwa 20 Betroffene berichtet. Die Vererbung erfolgt autosomal-dominant.

## Ursache
Ursache der Hyperöstrogenämie ist eine abnorm erhöhte Aktivität der Aromatase aufgrund einer genetischen Veränderung.
Der Erkrankung liegen Mutationen im CYP19A1-Gen auf Chromosom 15 Genort q21.2 zugrunde, welches für die Aromatase kodiert (Enzym für die Umsetzung von Testosteron zu Estradiol bzw. von Androstendion zu Estron).
Andere Mutationen in diesem Gen können zum Aromatase-Mangel führen.

## Klinische Erscheinungen
Klinische Kriterien sind:
- Manifestation im Kindes- und Jugendalter
- beim männlichen Geschlecht vorzeitige Pubertätsentwicklung, Gynäkomastie, Wachstumsbeschleunigung mit Kleinwuchs und eventuell leichter Hypogonadotroper Hypogonadismus
- beim weiblichen Geschlecht kann – falls überhaupt – eine vorzeitige Pubertätsentwicklung auftreten.
- normale Fruchtbarkeit

## Geschichte
Über angeborene Gynäkomastie wurde bereits im Jahre 1960 von Torsten Ljungberg berichtet, im Jahre 1962 auch von Edwar E. Wallach und Cleso-Ramon Garcia
Die überschießende Aromatisierung wurde im Jahre 1977 von David L. Hemsell, Clare D. Edman, James F. Marks, Pentti K. Siiteri, and Paul C. MacDonald beschrieben.